# Samba in Mettmann
Samba in Mettmann ist eine deutsche Filmkomödie aus dem Jahr 2003 und startete am 29. Januar 2004 in den deutschen Kinos. Der Film basiert auf dem Drehbuch von Hape Kerkeling und Angelo Colagrossi.

## Ausstrahlung in Deutschland
Die Premiere erfolgte am 26. Januar 2004 in Essen, die Publikumspremiere am 28. Januar 2004 in Mettmann.
Der Film konnte bis zum Jahresende 2004 283.550 Besucher verzeichnen. Am 15. November 2004 wurde die zugehörige DVD veröffentlicht.
Die Free-TV-Premiere erfolgte am 11. August 2007 auf RTL. Den Film sahen insgesamt 3,58 Millionen Zuschauer bei 14,2 Prozent Marktanteil, in der werberelevanten Zielgruppe lag der Marktanteil von 23,5 Prozent durch 2,03 Millionen Zuschauer.
Die Kritiken zum Film waren überwiegend, aber nicht durchweg negativ. Der Film wird als „Provinzposse“ oder „Provinz-Satire“ und die Outtakes im Abspann als „zu ernst“ und „nicht witzig“ bezeichnet.

## Handlung
Olaf Kischewski betreibt mit seinem Vater Benno die Wäscherei „Fleck weg“. Vater, Sohn und Opa verbringen ein ordentliches, bürgerliches, manchmal spießiges Leben. Eines Tages platzen drei junge Brasilianerinnen in die Kleinstadt Mettmann und in das Leben der Kischewskis.
Die Brasilianerin Felicidade wollte eigentlich Wolfgang Pfeffer, den Sohn und Erben von Frau Pfeffer, der Besitzerin einer gutgehenden Brauerei, heiraten. Doch Frau Pfeffer fand, dass Felicidade nicht gut genug für ihren Sohn ist. Sie lässt Felicidade sowie ihre zwei Brautjungfern entführen und mitten in Mettmann aussetzen. Olaf nimmt die drei aus Mitleid mit nach Hause.
Doch eigentlich hat Olaf schon selbst genug Sorgen: Seine Verlobte Vera will erst wieder nach der Hochzeit mit ihm schlafen, denn sie besucht seit einiger Zeit die Kurse des US-amerikanischen Friedensaktivisten und selbsternannten Gurus Anthony, der Enthaltsamkeit vor der Ehe predigt.
Schließlich beschließen Olaf Kischewski, sein Freund Ralf und Kischewskis Opa bei den Pfeffers einzubrechen, um die Sachen der drei Damen zu holen. Wolfgang Pfeffer hat gerade Besuch von seiner Ex-Geliebten Ursel Rehbein und seiner jetzigen Geliebten Juliane Wollberg, die gerade auf dem Balkon eine Zigarette raucht, als Ursel Rehbein Wolfgang eröffnet, dass sie von ihm schwanger sei. Das regt den herzkranken Wolfgang so sehr auf, dass er einem Herzinfarkt erliegt.
Derweil dringen Olaf und Alegra ins Haus ein und holen die Sachen der drei Brasilianerinnen. Alegra ist immer noch sehr wütend auf Wolfgang, weil sie glaubt, dass er die drei hat entführen lassen. Sie entdeckt ihn auf dem Bett und schlägt auf ihn ein, als sie feststellt, dass er tot ist. Schnell flüchten Olaf, Alegra und die anderen. Es klärt sich auf, dass Alegra den Ex-Verlobten von Felicidade nicht ermordet hat und schließlich stellt sich heraus, dass Felicidade transgeschlechtlich ist, und Pfeffer sie deshalb nicht heiraten wollte.
Am Ende des Films heiraten schließlich Vera und Olaf, Benno und Felicidade, Ursel Rehbein und Anthony und viele Charaktere mehr. Alegra kommt allein aus der Kirche und fängt alle Brautsträuße.

## Wissenswertes
- Der Film fand in Mettmann viel Begeisterung, wo der größte Teil der Szenen gedreht wurde. Am 25. Juli 2007 ist er mit Unterstützung der Filmstiftung NRW auf einer Großbildleinwand in Mettmann „open air“ gezeigt worden. Zu diesem Event fanden sich ca. 900 Zuschauer auf dem im Film zu sehenden historischen Marktplatz ein.
- Das Casting der Statisten fand in Mettmann über das lokale Anzeigenblatt "Schaufenster Mettmann" statt.
- Der Klingelton von Olafs Mobiltelefon ist die „Glücksmelodie“ aus dem Film Kein Pardon.

## Rezensionen
„Niveaulose Klamotte voller abgestandener Gags, die sich an Altherrenwitzen delektiert.“

„Die Geschichte selbst ist Nebensache, witzig sind die knochentrockenen Dialoge und die vielen kleinen, satirisch aufbereiteten Beobachtungen aus dem Provinzalltag. Grundsympathische Kalauerklamotte.“